# Новембарска група
Новембарска група је удружење револуционарно настројених уметника настало 1918. под утицајем Новембарске револуције. Удружење је окупљало уметнике из различитих грана уметности (ликовне уметности, књижевност и музика) међу којима су били и Макс Пехштајн и Хајнрих Рихтер. Новембарска група која је између 1918. и 1926. била центар немачке авангарде залагала се за демократизацију у области уметности. На организованим изложбама учествовали су многи водећи уметници тог времена између осталих и Ото Дикс, Георг Грос, Курт Швитерс, као и наставници на Баухаусу Јоханес Итен и Лајонел Фајнингер. 